# Universitat Oberta La Salle
La Universitat Oberta La Salle era un centre universitari de l'obra educativa dels Germans de les Escoles Cristianes de La Salle amb seu a la Massana (Andorra). Era una institució que oferia formació de qualitat, amb accés mundial i flexibilitat per les persones que desitgessin millorar els seus coneixements, competències i desenvolupament personal. Va finalitzar la seva activitat acadèmica l'any 2021.
El projecte inicial preveia la posada en funcionament el curs 2010-2011, tot i que finalment les primeres formacions s'oferiren a partir del curs 2012-2013. Fins al curs 2019-2020, es van poder cursar estudis reglats com el Bàtxelor en Informàtica, el Màster en Administració d'Empreses (MBA) o el Programa de Doctorat. Posteriorment, només van restar actius el Màster en Humanitats i el Màster en Multimèdia.
Era una universitat especialitzada en la formació en línia amb experiència en l'ús de metodologies actives i experiencials. De fet, va ser el Dr. Roger Shank qui va aportar el mètode  pedagògic, pràctic i professionalitzador, que ha caracteritzat l'oferta formativa.
La universitat estava estructurada en dos centres: l'Escola Oberta d'Ensenyament Superior La Salle i l'Institut Superior de Recerca La Salle.
Els ensenyaments que s'oferien eren a distància i, fins al seu tancament, s'havien impartit tant estudis oficials com estudis propis (cursos d'especialització i postgraus), principalment en les àrees de tecnologia i ciències socials, amb especialització en gestió empresarial i entorns digitals.